# Bela krajina
Bela krajina [béla krájina ali béla krajína] je pokrajina v jugovzhodni Sloveniji. Je pretežno kraška pokrajina med Gorjanci, Kočevskim rogom in Kolpo. Na jugu jo proti Hrvaški omejuje mejna reka Kolpa, poleg nje tečejo še Lahinja, Dobličica in Krupa. Večji kraji in občine so Črnomelj, Metlika in Semič.

## Geografija
Pokrajina je značilno kraška, prepoznavna po steljnikih in brezah. Belo krajino označujemo kot kraški ravnik. Poleg Gorjancev na severu, ga obrobljata Kočevski rog na zahodu ter reka Kolpa na jugu in vzhodu.
Nekaj kilometrov proti zahodu se nahaja Kopa, ki je visoka 1077 m in je najvišji vrh v Beli krajini.
Najnižja točka Bele krajine je izliv potoka Kamenice v Kolpo na meji s Hrvaško (127 m).

### Prebivalstvo
V Beli krajini živi okoli 27.000 prebivalcev (Črnomelj 5.854; Metlika 3.225; Semič 1.905). Povprečna gostota poselitve je 45 oseb na km2.

### Površina
Skupna površina Bele krajine znaša 596 km2 (občina Črnomelj 340 km2, občina Metlika 109 km2, občina Semič 147 km2)

### Podnebje
Podnebje uvrščamo v zmerno celinsko podnebje JV Slovenije s submediteranskim padavinskim režimom in s povprečno količino padavin do 1300 mm. Povprečna temperatura znaša 10,1 °C, kar je nad slovenskim povprečjem.

### Geologija
Prevladujejo kredni apnenci in dolomiti, ki se proti vrhovom Gorjancev in Kočevskega roga spremenijo v trijasne in jurske apnence.
V okolici vasi Drašiči je manjše območje fliša, v okolici Kanižarice pa se pojavljajo jezerski sedimenti iz miocena. V Kanižarici se nahaja tudi opuščen rudnik rjavega premoga.

## Narava
Evropska unija sofinancira dva okoljevarstvena projekta in s tem pospešuje tudi čezmejno sodelovanje med Slovenijo in Hrvaško. Arhivirano 2010-02-05 na Wayback Machine.
Vse tri belokranjske občine sodelujejo v programu Curs Colapis s Krajinskim parku, s turističnim društvom Damelj in s hrvaškimi občinami Žakanje, Kamanje in Netretič. Projekt naj bi uredil plovni režim na reki Kolpi.
Belokranjske občine sodelujejo tudi v programu Izvori življenja, ki naj bi uredil in obnovil kale, ribnike in izvire.

### Črni močeril
Podvrsto znane človeške ribice, črnega močerila, so leta 1986 odkrili v bližini izvira Jelševniščice v naselju Jelševnik. 

### Bele štorklje
Verjetno kot posledica vojne na hrvaškem so se leta 1993 naselile prve bele štorklje v Beli krajini. Okoli 11 gnezdečih parov je ob reki Kolpi pri vaseh Zemelj, Krasinec, Otok, Boršt, Cerkvišče in Prolozje oz. ob reki Lahinji v okolici Dragatuš.

### Naravovarstveni problemi
Pravo ekološko katastrofo je v 80-tih letih dvajsetega stoletja povzročila tovarna Iskra Semič, ki je v kraške vrtače odlagala odpadke, ki so vsebovali težko razgradljive poliklorirane bifenile (PCB). Reka Krupa (najpomembnejši vodni vir v Beli krajini) je postala najbolj onesnažena reka v Sloveniji in neprimerna za vodooskrbo.
Kamnolomi nad Semičem na območju Blatnika, Vrčic in Srednje vasi so sporni, ker ogrožajo tamkajšne vodne vire, na katerih temelji bodoča oskrba Bele krajine s pitno vodo.
Veliko kritike je glede bioplinske elektrarne v Črnomlju in smradu od gnojevke, ki naj bi vsebovala težke kovine. Črnomaljska županja je zahtevala pripravo okrogle mize glede tematike smradu od ministra za kmetijstvo Franca Bogoviča

## Bela krajina kot samostojna pokrajina
Belokranjci se na podlagi družbenogeografskih in zgodovinskih danosti uvrščajo v samostojno pokrajino. Bela krajina se razlikuje od Dolenjske tako po podnebju kot zgodovini in etnično mešanem prebivalstvu, kar se vidi v posebni narodni noši, glasbi (tamburice), plesu (kolo), običajih (npr. jurjevanje) in narečjih (npr. Vuzem = Velika noč).

### Noša
Za Belo krajino je značilna bela platnena narodna noša, tradicionalno je bila stkana iz mešanice konoplje in lana, vse bolj tudi iz bombaža. Noša močno odstopa od tradicionalnih narodnih noš drugih pokrajin, saj so oblačila v celoti bele barve. Dodatki danes so: pasovi, trakovi, nogavice (ženska noša), nakit robci so obarvani. Moški imajo ob širokih pasovih široke črne klobuke, žene bele peče. Starejša narodna noša je bila samo bela in ni vsebovala drugih delov oblačil ali nakita.

### Običaji
Zelo znan belokranjski lik, ki odganja zimo in oznanja pomlad, je Zeleni Jurij. Arhivirano 2013-11-05 na Wayback Machine. Tudi on nosi narodno nošo, le da ima čez nošo še obleko iz brezovih vej.Zeleni Jurij v državnem zboruEna izmed značilnosti pokrajine je tudi ples belokranjsko kolo, ki ga plešejo brez inštrumentalne spremljave.

## Zgodovina

### Turški vpadi
Prvi turški vpadi na slovensko ozemlje so potekali 9. oktobra 1408 v Beli krajini. Turki so prišli iz Bosne in edini, ki je poročal o napadu, je bil znameniti Janez Vajkard Valvasor leta 1689. Konjeniki so izropali okolico Metlike, pobili ljudi, vse drugo pa požgali. Niso pa zavzeli mesta Metlika oz. Črnomelj, ker so mesta varovale naravne (reke) in umetne utrdbe (gradovi). Bela krajina je takrat pripadla tako imenovani Vojni krajini. Senjski knez Nikola Frankopan je bil njen vladar. Na to obdobje spominjajo številni gradovi: grad Gradac, grad Metlika oz. ostanki gradov, na primer grad Pobrežje. Šokcev dvor v Žuničih (v bližini Adlešič) je kulturni spomenik in primer utrjene kmetije iz teh časov.

### Druga svetovna vojna
Belo krajino je okupirala italijanska vojska. Pokrajina je postala del Ljubljanske pokrajine.Spomladi 1942 so bile postojanke italijanske vojske, kraljevih financarjev in fašistov v večini večjih krajev. Od jeseni istega leta, pa so postojanke v manjših krajih ukinjali. V krajih, kjer so postojanke ostale, pa so jih močno utrdili z bunkerji. Te postojanke so v mnogih primerih tudi zavarovali z žično ograjo. Vsaj za Metliko in Semič pa obstaja dokumentacija, ki dokazuje, da sta bila v celoti ožičena. Po kapitulaciji Italije je Bela krajina postala svobodno partizansko ozemlje. Pri kraju Otok je bilo tudi letališče, od koder so zavezniki v južno Italijo vozili ranjence in dovažali pomoč. V Črnomlju je bilo med drugo svetovno vojno prvo zasedanje Slovenskega narodnosvobodilnega sveta. Zasedanje predstavlja temelj slovenske državnosti.
Prvi partizanski pevski zbor je bil ustanovljen spomladi leta 1944 v vasi Planina pod Mirno goro. Bil je imenovan "Invalidski zbor" oz. "Pojoča četa". V njem je sodelovalo 80 partizanov.

### Gospodarstvo in kmetijstvo v preteklosti

#### Lončarstvo
V več krajih v Beli krajini (npr. v Gradacu pri Grafovih, na Griču nad Dobličami) so izdelovali glineno posodo ki je nekdaj slovela kot izjemno kakovostna. Posoda se je prodajala v Beli krajini in »izvažala« na Dolenjsko (Novo mesto) in sosednjo Hrvaško (Karlovec).
Grički lonci so bili nekaj posebnega, ker so vsebovali 30 odstotkov kalcita. Podobno glino so za lončarstvu uporabljali le še v enem kraju v Bosni in enem v Španiji. Glina je bila iz Kanižarice, kalcit pa iz rudnika nad Gričem. 

## Infrastruktura

#### Ceste
Cestne povezave so preko prelazov Vahta (615 m) in Brezovica (588 m).

#### Železnica
Prihod prvega vlaka v Metliko je bil 25. maja 1914. Zadnja postiljonska pošta je peljala čez Gorjance 27. maja 1914. Danes je Bela krajina z ostalo Slovenijo in sosedno Hrvaško povezana z železniško progo Novo mesto - Semič - Črnomelj - Metlika - Karlovec.
Opuščena gozdna železnica Črnomelj - Adlešiči je bila prometna pot za prevoz lesa iz gozdov Veliko bukovje, ki ležijo med Adlešiči in Tribučami do železniške postaje v Črnomlju v Beli krajini.

#### Elektroenergetska infrastruktura
Vse več je kritike gospodarstevenikov da je priskrba Bele krajine z elektriko pre šibka. Glavni in do zdaj edini električni 110 kV-vod poteka iz Novega mesta čez Gorjance. Gradnja dodatnega voda naj bi bila izpeljana do leta 2016. Stroški za to investicijo naj bi dosegle več kot 15 Mio. €. Elektro Ljubljana je nato obljubil povečati zmogljivost transformatorjev leta 2012 na 4,7 MW in do leta 2030 na 10 MW. 

## Turizem
Turistična ponudba se je začela počasi razvijati v zadnjih letih. V letu 2010 na primer se namerava RIC Bela krajina prijaviti na razpis ministrstva za gospodarstvo za promocijo turizma.
Prvi uspehi se vidijo v tem, da so tudi že posamezni avstrijski turistični ponudniki vzeli leta 2009 Belo krajino v svoj izletniški program.  Arhivirano 2009-06-25 na Wayback Machine.
- Zavod Krajinski park Kolpa
- Regijska mreža tematskih poti
- TIC Metlika (Turistično informativni center Metlika) Arhivirano 2010-07-11 na Wayback Machine.
- RIC Bela krajina Razvojno informacijski center Bela krajina

Slovenskim zaščitenim proizvodom na evropskem nivoju (zajamčena tradicionalna posebnost) se je pred kratkim pridružila tudi belokranjska pogača., 
V Beli krajini je čebelarstvo zelo razvito.
Bela krajina je posebno znana po lanenem platnu, ki ga uporabljajo za nošo.
Občine in krajani so začeli dojemati, da bo samo z obnovo in revitalizacijo mestnih jeder in znamenitosti nemogoče privabiti turiste v to obrobno pokrajino. Primeri so grad v naselju Gradac v občini Metlika ali pa staro mestno jedro v Črnomlju in Flekov mlin v Črnomlju.
Obiskovalci iz tujih držav predlagajo večjo povezavo kulturne in naravne dediščine, promoviranje dežele ciljnim skupinam kot so kolesarji, pohodniki in taborniki. Predlagajo analizo o sprejemljivosti obremenitve okolja, zlasti Kolpe.

### Prireditve
- Vigred je tradicionalna turistično vinarska oz. kulturna prireditev, ki se v Metliki odvija tri dni na treh trgih v starem mestnem jedru v mesecu maju.
- Jurjevanje je najstarejši folklorni festival v Sloveniji, ki poteka v mesecu juniju.
- V deželi harmonike - festival, namenjen predvsem harmonikam, narodnozabavni glasbi in glasbeni dediščini.
- Metliške zimske kratkočasnice v hotelu Metlika (samo pozimi)
- Pridi zvečer na grad (Metlika). Kulturno-zabavne prireditve kot npr. gledališke igre, glasba, itd. (samo poleti).
- Kmečke žene iz Adlešičev imajo več prireditev na leto, na katerih kažejo stare običaje in ročna dela.
- ZIK Črnomelj (Zavod za izobraževanje in kulturo) je s partnerjema Krajinski park Kolpa in RIC Bela krajina začel projekt, imenovan Vseživljenjsko učenje za razvoj podeželja. Projekt sofiniacirajo Evropski socialni sklad in Ministrstvo za šolstvo in šport. Projekt je bil zaključen avgusta leta 2010. Namen projekta je bil naučiti pridelati lan.[29]

## Gospodarstvo
Po drugi svetovni vojni je nastala tekstilna industrija v Beli krajini: podjetji Beti (Metlika in podružnica v Črnomlju) in leta 1960 Komet (Metlika, kasneje Rosalnice, podružnica v Starem trgu). Novomeški Novoteks je imel podružnico v Vinici. Žal so ta podjetja propadla. Komet je imel pred likvidacijo še 222 zaposlenih. V devetdesetih letih dvajsetega stoletja pa okoli 460.članek na Lokalno.si
- Rudnik rjavega premoga v Kanižarici v zapiranju
- tekstilna tovarna Beti v Metliki
- tekstilna tovarna Komet  v Rosalnicah v likvidaciji
- Komet plus šiviljstvo, Rosalnice
- bivša tovarna kompresorjev Danfoss v Črnomlju, zdaj Secop kompresorji d.o.o.
- livarna ulitkov sive litine Livar (bivši Belt) v Črnomlju
- tovarna Iskra Iskra MIS  (Merilni instrumenti in stikala) (bivša Iskra kondenzatorji d.d.) v Semiču[31]
- tovarna kopalniške opreme Kolpa  v Rosalnicah
- bivše podjetje marmelad in sokov Belsad v Črnomlju
- Kaiva, Semič
- KMS Malerič, Vinica,
- Vinska klet Jožef Prus, Krmačina pri Metliki
- Kambič laboratorijska oprema d.o.o., Semič

### Gospodarsko zaostajanje pokrajine
Leta 2009 se je začela intenzivna javna razprava glede gospodarskega zaostajanja pokrajine v primerjavi z drugimi pokrajinami v Sloveniji.
Kot predpogoj za gospodarski razvoj pokrajine je nujna boljša povezava z Dolenjsko (Novo mesto) in naprej do slovenskega avtocestnega križa, s čimer se strinjajo vse tri belokranjske občine. To pomeni izboljšati cestno povezavo čez Gorjance (vzhodna varianta) ali pa proti Dolenjskim Toplicam (obnova tako imenovane partizanske magistrale, Soteska/Dolenjska-Črnomelj/Bela krajina) oz. graditev predora pod Gorjanci. Zato občine zahtevajo, da se začne z gradnjo tako imenovane tretje razvojne osi najpozneje leta 2013. Belokranjske občine in Novo mesto so se o trasi že uskladile. Takrat odgovorni prometni minister Patrick Vlačič oz. finančni minister Franc Križanič so trdili, da za gradnjo cest ni denarja. Čeprav so se belokranjske občine z Novim mestom baje uskladile glede trase tretje razvojne osi je točna trasa kritično obravnavana v pismih bralcev v časopisih. Posebno obnova partizanske magistrale se polemično obravnava v časopisih. Nekateri celo grozijo z zaporo, da bi na ta način izsilili obnovo ceste. V semiški občini so v ta namen ustanovili civilno iniciativo.
Poleg boljše cestne in železniške povezave se zahteva tudi izboljšanje drugih infrastrukturnih objektov, kot na primer edinega obstoječega električnega daljnovoda čez Gorjance.
Vse tri občine zahtevajo od vlade posebni razvojni zakon za Belo krajino po vzorcu razvojnega zakona za Prekmurje. Tudi v pismih, ki so bila poslana vladi RS, poskušajo pridobiti podporo za razvoj Bele krajine. Državni poslanci so celo vložili predlog amandmaja k sklepu o pripravi novega Zakona o spodbujanju skladnega regionalnega razvoja Vlada RS je to zahtevo odločno zavrnila, čeprav ga je komisija za lokalno samoupravo državnega sveta podprla in ga zahteva do leta 2015.
Na raznih srečanj gospodarstvenikov se zahteva večjo oskrbo z elektriko za tovarne in nižje davke da bi se lažje razvijala podjetja na tem območju Slovenije.,

### Gospodarska kriza
Posledice trenutne svetovne gospodarske krize se poznajo tudi v Beli krajini. Brezposelnost je dosegla 15% (oktober 2011). O možnostih zaposlovanja mladih v pokrajini in razlogih za slabe zaposlitvene možnosti mladih izobražencev je bila pripravljena okrogla miza v začetku leta 2010 v Črnomlju. Vabil je občinski odbor Slovenske demokratske mladine Črnomelj. Udeležili so se je predstavniki nekaterih lokalnih industrijskih podjetij, deloma predstavniki občin in dva državna poslanca.,
Slovenski predsednik Danilo Türk je januarja 2010 obiskal Belo krajino. Pozval je k enotnosti Belokranjcev, da bi lahko uresničili načrte. Vlada Republike Slovenije je potem v začetku februarja leta 2010 obiskala pokrajino. Obisk vlade je bil v Beli krajini sicer zelo odmeven, ampak deležen tudi številnih kritik, ker vlada ni prinesla s seboj nobene konkretne pomoči.
Spomladi leta 2011 je javnost prestrašila novica da bo nemško podjetje Secop ki je prevzelo tovarno kompresorjev od danskega Danfossa zaprlo proizvodnjo kompresorjev v Črnomelju in ju preselili na Slovaško. Po ocenah novinarjev na bi to bila socialna bomba ker naj bi bilo 40% delovno aktivnega lokalnega prebivalstva zaposlenih v tem podjetju. Sicer je podjetje Danfoss svoje proizvodnje zmogljivosti v nemškem Flensburgo (centrala razvoja kompresorjev) že prej leta zmanjševal proizvodnjo selil v druge države. Vse skupaj naj bi bilo odpuščenih 650 delavcev, ostalo naj bi jih še 300 (število zaposlenih je bilo 963 v aprilu 2011).

#### Iskanje rešitev
Iskanje izhodov iz krize se vidi tudi v časopisnih člankih z različnih področjih.Pismo bralca Petra Štukelja Na področju vinogradništva na primer zahteva belokranjski strokovnjak dr. Julij Nemanič izboljšanje kakovosti vin po nemškem modelu. Predlaga drugačno organiziranost vinskih kleti in boljše sodelovanje med vinskimi kletmi in kmetijami.
Občine poskušajo sofinancirati več projektov z denarjem iz skladov Evropske unije. To so na primer obnova tako imenovane stavbe Konzum v starem mestnem jedru v Metliki ali pa dom za invalide, ribnik in prostore za Godbo na pihala v Črnomlju. Vendar na žalost občine vedno ne uspejo dobiti denarnih sredstev od EU kot v primeru metliškega Konzuma. Bivša poslovna stavba naj bi postala novi dom za Ljudsko knjižnico, mestno godbo, metliško izpostavo Javnega sklada za kulturne dejavnosti, društvo Pridi zvečer na grad, Center vseživljenjskega učenja Novo mesto in druga metliška kulturna društva. Razlogi za zavrnitev prošnje oz. vloge v vrednosti 2.358.000 evrov niso točno znani.
Na obisku pokrajine februarja 2010 je vlada RS pozvala občine, naj pripravijo konkretne predloge za razvojne projekte do naslednjega srečanja v mesecu maju. Na žalost predstavniki občin tega niso bili zmožni izpeljati. Prebivalstvo in mediji so obisk vlade spremljali precej kritično in zadržano. Precej kritike je bilo izrečeno, ker je vlada predstavnike medijev o okvirnem programu obvestila v zadnjem trenutku in ker predstavniki medijev niso smeli spremljati ministrske ekipe, ko je ta obiskali tovarne. Sredi meseca marca 2010 so predlagali le naslednje splošne predloge:
2. Kmetijstvo – preprečevanje zaraščanja kmetijskih zemljišč in pridelava zdrave hrane;
3. Energetika – zagotovitev zadostne oskrbe z električno energijo in podpora projektom zelene energije;
4. Turizem – razvoj in promocija obkolpskega in termalnega turizma, letališče Prilozje, smučišče Bela.
Istočasno, torej v mesecu marcu, je bilo v sobotni prilogi Dela objavljeno odmevno odprto pismo predsedniku vlade, ki so ga napisali Belokranjci, ki živijo v tujini. V njem se predlaga revitalizacija gradu Gradac, ki naj bi postal jedro "resnega turizma v Beli krajini". Pismo vsebuje razmeroma obširne predloge za grad in razvoj turizma v pokrajini ter kritiko dosedanje gospodarske politike v pokrajini in predlogov občin . Tudi od drugih Belokranjcev je slišati predloge, na primer po zanšanju na lastne vire (razvoj kmetijstva, večja uporaba sončne energije). 
Bela krajina je del območja razvojnega partnerstva Pokolpje (občine Kočevje, Loški Potok, Osilnica, Kostel, Črnomelj, Semič in Metlika). To pomeni, da bo vlada z začasnimi ukrepi (2011-2016) spodbujala gospodarski razvoj (ustanavljanje novih podjetij, dodatne nastavitvene možnosti v turizmu, cestna infrastruktura, tako imenovana 3. razvojna os, železniška infrastruktura, elektroenergetska infrastruktura) in na ta način znižala brezposelnost. Namenjena so sredstva v višini 288 milijonov €.

### Romska skupnost
Politika počasi poskuša izboljšati integracijo Romov v družbo.

## Kultura in društva
- Metliška Folklorna Skupina Ivan Navratil
- Tamburaški orkester Dobreč
- KUD Artoteka v Črnomlju
- Bivša cerkev Sv. Duh v Črnomlju nudi razstavne prostore
- Društvo likovnih ustvarjalcev Semič (DLU Semič)

## Znani Belokranjci
- Oton Župančič, pesnik in dramatik
- Alojzij Gangl, kipar
- Engelbert Gangl
- Lojze Krakar
- Janko Lavrin
- Juro Adlešič
- "Jazo" (Janez Štefanič), belokranjski godec, * 1909 in Golek pri Vinica, † padel 1944 pri Litija [61]
- Dušan Plut, politik stranke Zelenih Slovenije v času osamosvojitve; danes profesor na ljubljanski Filozofski fakulteti
- Violeta Tomič, igralka
- Martin Težak, absolutni svetovni prvak v igranju na diatonično harmoniko,[navedi vir] glasbeni umetnik in organizator festivala V deželi harmonike.
- Maja Weiss, režiserka
- Marjan Jerman, novinar
- Fanika Požek, pisateljica besedil[62]
- Miran Jarc, pesnik in pisatelj
- Janez Mihael Žagar, zdravnik in naravoslovec (1732-1813)
- Toni Gašperič, slovenski humorist in voditelj radijskih kvizov
- Žana Povše, slovenska pevka zabavne glasbe
- Sabina Povše, slovenska operna pevka in dopisnica iz tujine, sestra Žane Povše
- Ivanka Kraševec, slovenska pevka zabavne glasbe in TV voditeljica
- Andrej Bajuk, slovenski politik in pisatelj
- Anton Mavretič
- Niko Županić
- Josip Kopinič,admiral in španski borec
- Matija Malešič,pisatelj in pravnik
- Ivan Navratil, jezikoslovec,narodopisec in urednik
- Ivan Stariha, narodni heroj
- Milka Šobar, narodna herojinja
- Ilija Badovinac, narodni heroj
- Matija Tomc, slovenski skladatelj in duhovnik
- Robert Englaro, nogometaš
- Jani Brajkovič, kolesar
- Črtomir Nagode
- Marko Račič, atlet
- Jaša Terzič, narodni heroj
- Jonas Žnidaršič, RTV voditelj in računalničar
- Robert Pešut - Magnifico, pevec in igralec

## Galerija
- Ankin his nad Črnomljem
- Polje v bližini Črnomlja
- Bela Krajina s Semiča
- Gradaški grad
- Slap in malenca na Kolpi pri Gribljah
- Štorklje v Beli krajini
- Izvir Krupe
- Črnomelj, mestno jedro